# Santuário Basílica Nossa Senhora Medianeira de Todas as Graças
O Santuário Basílica Nossa Senhora Medianeira de Todas as Graças é um templo católico dedicado à Virgem Maria, localizado no município gaúcho de Santa Maria, sendo a única basílica do mundo dedicada à Medianeira de todas as graças.
A basílica dá nome à avenida e ao bairro onde está situada, além do mais é o ponto final da Romaria da Medianeira.

## Devoção
A devoção á Nossa Senhora Medianeira teve início no ano de 1928, com a chegada do fráter jesuíta Inácio Rafael Valle. Ele era muito devoto da Virgem Maria, pois teria sido curado de uma enfermidade, quando criança, por sua intercessão. Ele mandou vir da Bélgica, onde o cardeal Desidério José Mercier já havia iniciado a devoção em torno da mediação de Nossa Senhora, duas estampas com a imagem da Medianeira e pediu que a irmã franciscana Angelita Stefani pintasse o quadro. O hino oficial foi composto por Dom Aquino Correa, arcebispo de Cuiabá, e Pe. Jorge Zanchi.

## Construção do Santuário e altar monumento
Cinco anos mais tarde, em 1935, dom Antônio Reis, abençoou a pedra fundamental, dando início às obras de construção do Santuário. Em 1942, os bispos do Rio Grande do Sul consagram o estado a Nossa Senhora Medianeira, declarando-a Padroeira Principal do estado. Em 1943, por iniciativa de dom Antônio Reis, realiza-se a primeira romaria estadual.
Devido a algumas dificuldades, as obras de construção não puderam ser concluídas no prazo desejado. Em 1969, dom Luís Victor Sartori organiza a ‘’’Comissão pró-construção do Santuário e do Altar-Monumento’’’. Em 1974 toma posse o bispo diocesano Dom Ivo Lorscheiter que lidera, juntamente com a comissão central, a conclusão do Altar Monumento e do Santuário.
Em 1975 é inaugurado, por ocasião da 32ª romaria, o altar-monumento, com a presença de Dom Albino Luciani, cardeal patriarca de Veneza – que em 1978 seria eleito papa João Paulo I -, dom Antônio Zattera, bispo de Pelotas, dom Aloísio Lorscheider, então Arcebispo de Fortaleza e outros.

## Basílica
Em 15 de agosto de 1985, aniversário de 75 anos de criação da Diocese de Santa Maria e 50 anos da bênção da pedra fundamental, é oficialmente inaugurado o Santuário por Dom Carlos Furno, Núncio apostólico do Brasil, com a presença dos bispos gaúchos. E em 1987, por decreto especial da Sagrada Congregação do Culto Divino passou a chamar Santuário Basílica da Medianeira.
Na cripta do Santuário Basílica estão sepultados dom Érico Ferrari († 1973), quinto bispo, e dom Ivo Lorscheiter (+2007), sexto bispo da Diocese.

## Coroação Pontificia

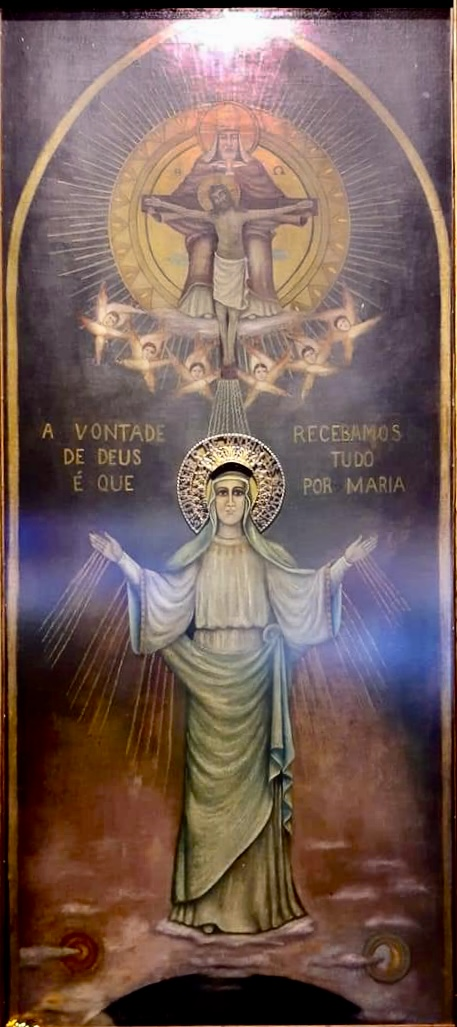
Nossa Senhora Medianeira de Todas as Graças — Rainha do Povo Gaúcho

No dia 31 de maio de 2024, o Papa Francisco, através do Dicastério para o Culto Divino e Disciplina dos Sacramentos, concede a coroação canônica da imagem mariana. O decreto também reconhece Nossa Senhora Medianeira como a "Rainha do Povo Gaúcho". A imagem foi coroada em 15 de agosto de 2024 pelo Arcebispo de Santa Maria, Leomar Antônio Brustolin.